# تيم نينجا
تيم نينجا (بالإنجليزية: Team Ninja)‏ ـ (باليابانية: チームニンジャ) وتعني فريق النينجا ، هي شركة تطوير ألعاب فيديو تابعة لشركة كوي تيكمو مقرها طوكيو، اليابان. تأسست عام 1995 على يد تومونوبو إيتاغاكي، الموظف السابق للشركة. من أشهر ألعابها، سلاسل نينجا غايدن، وديد أور ألايف، التي كانت أولى المشاريع التي تقوم بها الشركة، وسلسلة نيوه، التي صدرت بجزئين الأول والثاني.

## وصلات خارجية
- الموقع الرسمي
- Team Ninja في موقع آي جي إن
- Team Ninja في موقع جيم سباي